# Highway 61 Revisited
Albums de Bob Dylan
Bringing It All Back Home
(1965) Blonde on Blonde
(1966)
Highway 61 Revisited est le sixième album de Bob Dylan, auteur-compositeur-interprète américain de folk rock, sorti en 1965.

## Présentation de l’album
Highway 61 Revisited comprend neuf chansons originales, dont le hit Like a Rolling Stone.
Highway 61 est le nom de l'autoroute qui va de La Nouvelle-Orléans à la frontière canadienne, en passant par Duluth, la ville natale de Bob Dylan. Elle représenterait pour Dylan le symbole de la liberté, de l’indépendance et une chance de s’échapper de la vie qu’il ne voulait plus à « Hibbing ».
Alors que Like a Rolling Stone a été composée à la mi-juin 1965, le reste de l’album a été enregistré plus tard avec un autre producteur, Bob Johnston, en quatre jours et peu de temps avant son passage tumultueux au Festival de folk de Newport. La chanson Positively 4th Street, qui avait été enregistrée au même moment, n’a pas été incluse dans cet album.

## Composition et enregistrement
Avant de commencer l’enregistrement, Dylan a fait une tournée rapide en Angleterre en mai 1965 (c’est l’objet du film de Don A. Pennebaker Dont Look Back). Son album précédent, Bringing It All Back Home a eu un bon succès commercial, montrant que la version « électrique » du folk à la Dylan avait un public.
Dylan était aussi occupé à écrire un livre, Tarantula, qui ne sera publié que bien plus tard, en 1971, mais dans sa prose, il y avait un passage qui allait devenir la base de son tube Like a Rolling Stone.
Pour l’accompagner sur cet album, Dylan a recruté Mike Bloomfield qui, à l’époque, faisait partie du Paul Butterfield Blues Band, et qui avait déjà joué avec lui en 1963. Le premier producteur, Tom Wilson, a invité Al Kooper à se joindre au groupe, mais comme Bloomfield était un meilleur guitariste, Al Kooper allait faire banquette jusqu’à ce qu'il ait l’idée de prétendre savoir jouer de l’orgue (ce qui était faux). Comme il fallait un organiste pour Like a Rolling Stone, il fut mis à contribution et joua le célèbre morceau, avec le son de l’orgue bien en évidence, à la demande de Dylan et contre l'avis de Tom Wilson.
L'enregistrement s'est déroulé sur sept sessions, entre le 15 juin et le 4 août 1965, celle du 25 juillet étant écourtée pour permettre à Dylan, avec Bloomfield et Kooper, de faire un passage très controversé au festival de folk de Newport. Commencé avec Tom Wilson, il est alors repris avec un nouveau producteur, Bob Johnston. Si Like a Rolling Stone a nécessité plusieurs prises sur plusieurs sessions, Desolation Row a posé un problème, car Dylan n’était pas satisfait de la qualité de l'enregistrement. Finalement, deux prises seront combinées pour l’album et, avec l’aide de Charlie McCoy, le morceau sera achevé le 4 août 1965 (le bassiste, Russ Savakus, ne termine pas les sessions, il est remplacé par Harvey Brooks).
Au moins trois titres, enregistrés pendant ces sessions, n'ont pas été retenus pour l'album : 
- Positively 4th Street, sorti plus tard en single ;
- Can You Please Crawl Out Your Window?, réenregistré en octobre la même année et sorti en single ;
- Sitting on a Barbed-Wire Fence.

Une chanson, intitulée Phantom Engineer, n'est autre qu'une première version un peu plus rapide et avec des paroles légèrement différentes du titre It Takes a Lot to Laugh, It Takes a Train to Cry. 
Plusieurs prises alternatives de différents morceaux de l'album ont été publiées dans les Bootleg Series, Volumes 1-3, Volume 7 et Volume 12. On y retrouve notamment la chanson Sitting on a Barbed-Wire Fence, non retenue pour l'album.  
Par ailleurs, la version Collector's Edition du Volume 12 des Bootleg Series, comprenant 18 CD, reprend l'intégralité des enregistrements réalisés durant les sessions consacrées à l'album. 

## Titres
Toutes les chansons sont écrites et composées par Bob Dylan.
| Face A | Face A                                           | Face A | Face A | Face A | Face A | Face A | Face A | Face A | Face A |
| No     | Titre                                            | Durée  |        |        |        |        |        |        |        |
| ------ | ------------------------------------------------ | ------ | ------ | ------ | ------ | ------ | ------ | ------ | ------ |
| 1.     | Like a Rolling Stone                             | 6:09   |        |        |        |        |        |        |        |
| 2.     | Tombstone Blues                                  | 5:58   |        |        |        |        |        |        |        |
| 3.     | It Takes a Lot to Laugh, It Takes a Train to Cry | 4:09   |        |        |        |        |        |        |        |
| 4.     | From a Buick 6                                   | 3:19   |        |        |        |        |        |        |        |
| 5.     | Ballad of a Thin Man                             | 5:58   |        |        |        |        |        |        |        |
| 25:35  |                                                  |        |        |        |        |        |        |        |        |

| Face B | Face B                      | Face B | Face B | Face B | Face B | Face B | Face B | Face B | Face B |
| No     | Titre                       | Durée  |        |        |        |        |        |        |        |
| ------ | --------------------------- | ------ | ------ | ------ | ------ | ------ | ------ | ------ | ------ |
| 6.     | Queen Jane Approximately    | 5:31   |        |        |        |        |        |        |        |
| 7.     | Highway 61 Revisited        | 3:30   |        |        |        |        |        |        |        |
| 8.     | Just Like Tom Thumb's Blues | 5:31   |        |        |        |        |        |        |        |
| 9.     | Desolation Row              | 11:21  |        |        |        |        |        |        |        |
| 25:54  |                             |        |        |        |        |        |        |        |        |

## Les chansons
Like a Rolling Stone est une des chansons rock les plus connues, un des tournants de l'histoire du rock. Elle parle d’une personne qui a connu une vie aisée et qui traverse ensuite une période difficile. Elle est d’une durée inhabituelle pour l’époque (6:12), à tel point que certaines des premières éditions du single indiquaient 5:59 (parfois même scindées sur les 2 faces), pour ne pas rebuter les disc-jockeys radio de l'époque, et cette durée erronée figure encore sur certains CD. Dylan provoqua une petite révolution en ayant un hit avec cette chanson.
Desolation Row est la chanson la plus ambitieuse de Dylan et sera pendant longtemps sa plus longue (11:22).

## Musiciens
- Bob Dylan - Guitare, chant, harmonica, piano et effets spéciaux
- Mike Bloomfield - Guitare
- Al Kooper – Orgue et piano
- Paul Griffin - Piano et orgue
- Bobby Gregg - Batterie
- Harvey Goldstein - Basse
- Charlie McCoy - Guitare
- Frank Owens - Piano
- Russ Savakus - Basse

## Production
- Tom Wilson - Producteur (pour Like a Rolling Stone)
- Bob Johnston - Producteur

## Citation
« Je me suis toujours demandé pourquoi les gens ne prenaient pas cet album pour ce qu'il est vraiment : un pur disque de blues avec des paroles époustouflantes. Un disque qui n'arrête pas de repousser les frontières. »

— Ben Harper, La discothèque idéale Blues, Fnac 2007.

## Réception
L’album est monté à la 3e place du Billboard pendant une semaine et, pour les singles, Like a Rolling Stone s'est hissé à la 3e place pendant deux semaines.
En 2002, Highway 61 Revisited a reçu le Grammy Hall of Fame Award.
Le magazine Rolling Stone place en 2011 le titre Like a Rolling Stone au 1er rang du classement des 500 plus grandes chansons de tous les temps et Desolation Row au 187e rang. Le même magazine place l'album en 4e position de son classement des 500 plus grands albums de tous les temps.
Il est cité dans l'ouvrage de référence de Robert Dimery Les 1001 albums qu'il faut avoir écoutés dans sa vie ainsi que dans un très grand nombre d'autres listes.

## Certifications
| Pays                  | Certification | Date       | Unités certifiées |
| --------------------- | ------------- | ---------- | ----------------- |
| Canada (Music Canada) | Or            | 01/05/1979 | 50 000            |
| États-Unis (RIAA)     | Platine       | 19/08/1997 | 1 000 000         |
| Royaume-Uni (BPI)     | Platine       | 18/02/2022 | 300 000           |